# Малі Козуби
Малі́ Ко́зуби — село в Україні, у Мачухівській сільській громаді Полтавського району Полтавської області. Населення — 49 осіб. До 2020 року орган місцевого самоврядування — Калашниківська сільська рада.

## Географія
Село Малі Козуби розташоване за 0,5 км від найближчих сіл Сердюки, Калашники та Михайлики. Головна вулиця села — вулиця Василя Стуса.

## Історія
12 червня 2020 року, відповідно до розпорядження Кабінету Міністрів України № 721-р «Про визначення адміністративних центрів та затвердження територій територіальних громад Полтавської області», село Калашниківської сільської ради увійшло до складу Мачухівської сільської громади.
19 липня 2020 року, в результаті адміністративно-територіальної реформи та ліквідації Полтавського району (1925—2020, село увійшло до складу новоутвореного Полтавського району.